# Agrigent
Agrigent (italienisch Agrigento, bis 1927 Girgenti, altgriechisch Ἀκράγας Akrágas oder Ακράγαντα[ς] Akráganta[s], lateinisch Agrigentum) ist eine Stadt mit 55.367 Einwohnern (Stand: 31. Dezember 2023) an der Südküste Siziliens, 4 km vom Meer entfernt gelegen. Sie ist die Hauptstadt des Freien Gemeindekonsortiums Agrigent.

## Geographie
Die Stadt liegt auf 213 m s.l.m. einer nach Osten und Norden steil sowie nach Westen langsam abfallenden Felshöhe und wird von zwei Flüssen umschlossen, dem S. Anna oder Fiume Drago und dem S. Biagio. Diese vereinen sich unterhalb der Stadt, auf halber Strecke zum Meer.
Das Stadtgebiet wird durch ein tiefes Tal in zwei Hälften geteilt, von denen sich der nordwestliche Teil bis zu 328 m, der südöstliche bis zu 351 m über den Meeresspiegel erhebt. Die Akropolis liegt im nordwestlichen Teil.
Das Stadtgebiet in Form eines irregulären Vierecks umfasst eine Fläche von etwa 450 Hektar. Die Gesamtfläche der Gemeinde beträgt 244 km², die Bevölkerungsdichte rund 217 Einwohner/km².
Die Nachbargemeinden sind Aragona, Cattolica Eraclea, Favara, Joppolo Giancaxio, Montallegro, Naro, Palma di Montechiaro, Porto Empedocle, Raffadali, Realmonte, Sant’Angelo Muxaro und Siculiana.

## Geschichte

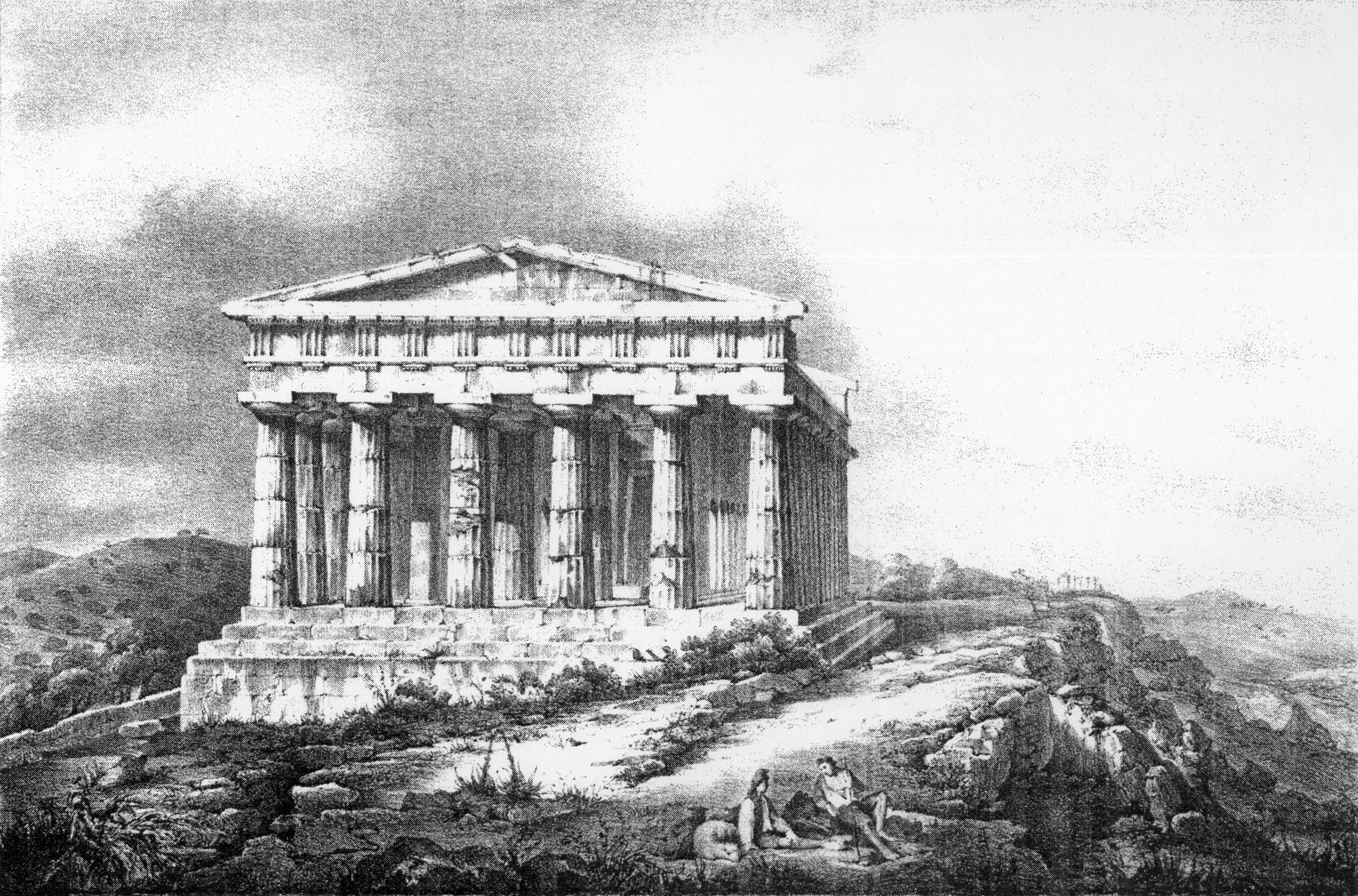
Concordiatempel, 1836

Vermutlich war der Platz schon früh von einer Ansiedlung der Sikaner eingenommen, denn ihnen wird das weit in den Fels geschlagene Gängesystem zugeschrieben. Außerdem wurde eine vorgriechische Nekropole westlich der Stadt gefunden.
Um das Jahr 582 v. Chr. errichteten Auswanderer aus Gela und Rhodos hier die Stadt Akragas, die später in der Römerzeit Agrigentum genannt wurde.
Zur Geschichte der antiken Stadt siehe: Archäologische Stätten von Agrigent

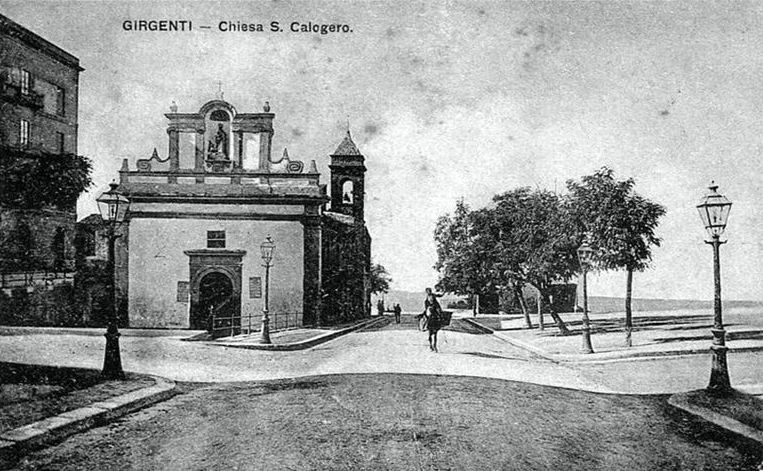
San Calogero um 1800

Als die Araber im Jahre 829 n. Chr. Agrigentum eroberten, stand an der Stelle der antiken Stadt nur noch ein Dorf auf dem nördlichen Hügel der antiken Siedlung, der ehemaligen Akropolis. Unter dem Namen Kerkent oder Gergent entstand dort eine berberische Siedlung, die sich zu einem Zentrum der muslimischen Besiedlung Siziliens entwickelte und mit dem arabischen Palermo um die Vorherrschaft konkurrierte.
1087 wurde Gergent von den Normannen erobert. Roger II. errichtete hier ein Bistum. Unter anderem durch den Handel mit Nordafrika und durch die Landwirtschaft wurde Gergent zu einer wohlhabenden Stadt. Der Ort konzentrierte sich zunächst auf den Westteil des Girgenti-Hügels. Dort stehen auch die ältesten Kirchen Agrigents, der Dom San Gerlando und S. Maria dei Greci. Östlich des ursprünglichen Orts (etwa östlich der Via Bac-Bac) entstand im 13. Jahrhundert ein Neubauviertel, das vor allem durch die Familie Chiaramonte errichtet wurde, die eine der bedeutendsten Adelsfamilien Siziliens im späten Mittelalter war. Die Familie Chiaramonte ließ auch das spätgotische Kloster S. Spirito errichten.
Mit der Ausweisung der Araber durch Friedrich II. verlor die Stadt wirtschaftlich an Bedeutung. Daher wurde in den folgenden Jahrhunderten auch wenig gebaut. Unter spanischer und bourbonischer Herrschaft wurde Girgenti, wie die Stadt inzwischen genannt wurde, wieder zu einer weniger bedeutenden Provinzstadt. Lediglich die Sakralbaukunst erlebte ab dem 16. Jahrhundert einen Aufschwung, was durch Kirchen wie San Calogero, San Lorenzo und San Domenico bezeugt ist. Goethe besuchte Agrigent vom 23. bis 27. April 1787. Im Jahr 1927 nahm die Stadt den re-latinisierten Namen Agrigento an.

## Bauwerke

### Altstadt

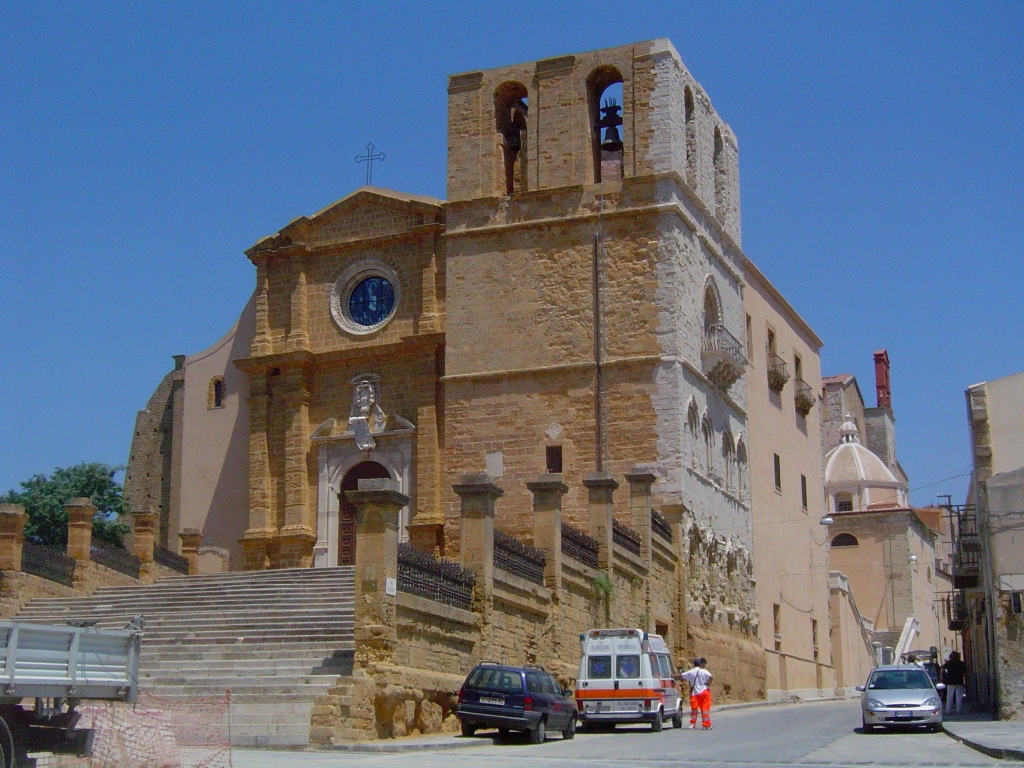
Dom San Gerlando

Die Kathedrale San Gerlando wurde im 11. Jahrhundert auf der höchsten Stelle des Girgenti-Hügels errichtet. Vermutungen, dass der archaische Zeustempel mit dem Dom überbaut wurde, konnten durch archäologische Funde bisher nicht bestätigt werden. Der Dom wurde mehrmals umgebaut, unter anderem im 16./17. Jahrhundert, und durch eine 1980 abgeschlossene Restaurierung wieder weitgehend in den mittelalterlichen Zustand zurückversetzt. Zu der Fassade führt eine breite Freitreppe empor. Rechts (südlich) von der Fassade steht ein wuchtiger Glockenturm im Chiaramontestil. Der Innenraum ist dreischiffig mit dem Grundriss eines lateinischen Kreuzes. Der vordere Teil des Mittelschiffs ist mit einer Freibalkendecke aus dem Jahre 1518 gedeckt, der etwas höher liegende Mittelteil mit einer Kassettendecke von 1682. In einer Kapelle im rechten Seitenflügel, die ein gotisches Portal hat, wird eine Silberurne mit Reliquien des heiligen Gerlando aufbewahrt.
Die Kirche S. Maria dei Greci wurde um 1200 auf den Resten eines dorischen Tempels, vermutlich des Athenetempels, errichtet. Sie war die Hauptkirche der griechisch-orthodoxen Christen Agrigents im Mittelalter. Dem spitzbogigen Portal ist ein kleiner bewachsener Hof vorgelagert. Der Grundriss der Kirche hat die Form eines griechischen Kreuzes. Das Innere ist dreischiffig mit drei flach gerundeten Apsiden. An der Balkendecke sind noch Reste von Farbspuren aus dem 14. Jahrhundert erhalten und an der rechten Seitenwand befinden sich Reste mittelalterlicher Fresken. An der Nordseite der Kirche sind unterhalb des Niveaus der Kirche Teile der ausgegrabenen Krepis und sechs dorische Säulenstümpfe des Athenetempels zu sehen.

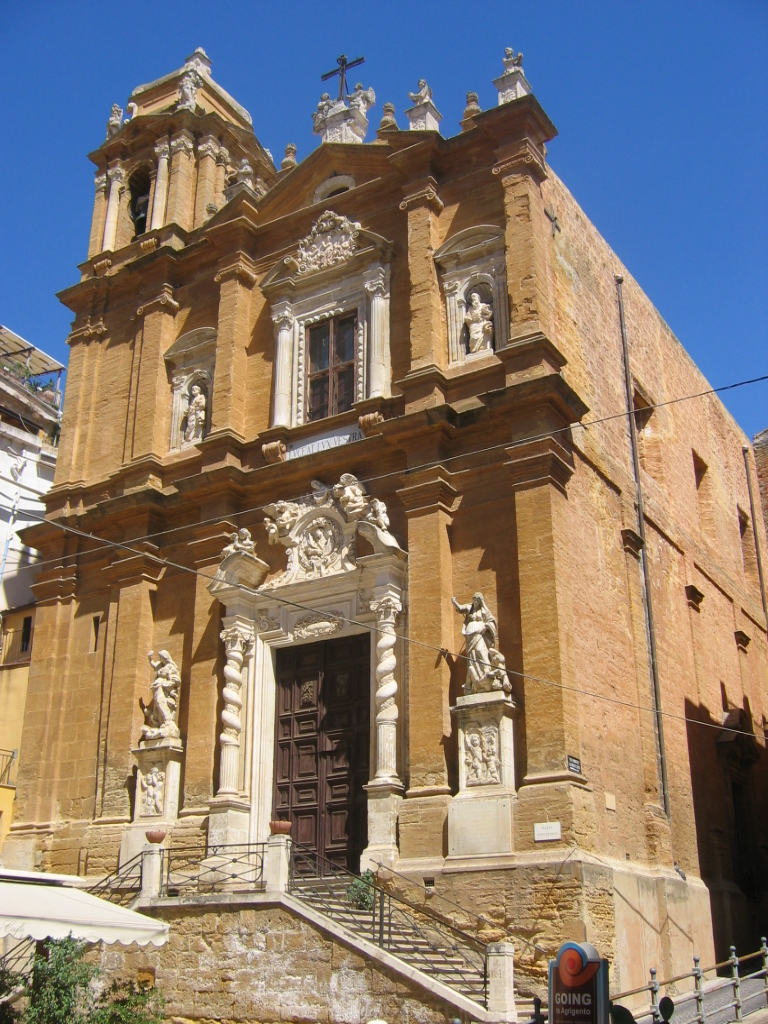
Chiesa San Lorenzo

Zu den weiteren Sehenswürdigkeiten in der Altstadt zählen:
- S. Spirito (13. Jahrhundert), Zisterzienserkirche und -kloster im Chiaramontestil (Spätgotik), im Inneren Stuckarbeiten von Giacomo Serpotta
- S. Calogero (16. Jahrhundert),
- S. Lorenzo (17. Jahrhundert), auch Chiesa del Purgatorio (Kirche des Fegefeuers) genannt, bedeutendste Barockkirche Agrigents
- S. Domenico
- Porta Atenea, Stadttor aus dem 19. Jahrhundert
- Via Atenea, die Hauptstraße Agrigents
- Museo Diocesano, Museum mit Freskenmalereien und Reliquienschreinen aus der byzantinischen Zeit

### Tal der Tempel
Die herausragendste Sehenswürdigkeit Agrigents ist das sogenannte „Tal der Tempel“, das zu einem Archäologie- und Landschaftspark ernannt wurde. Eigentlich handelt es sich dabei um ein Hochplateau in einer Entfernung von vier Kilometern südöstlich der heutigen Altstadt von Agrigent, wobei das Plateau mit dem Archäologiepark jedoch tiefer liegt als die Stadt selbst. Als „Tal“ erscheint es also nur aus der Perspektive von der Höhe der Altstadt auf die tiefer liegende Region. Der Archäologie- und Landschaftspark Tal der Tempel ist Bestandteil der archäologischen Stätten von Agrigent, welche die Reste der antiken Stadt Akragas zeigen und zu den eindrucksvollsten archäologischen Fundplätzen auf Sizilien gehören. 1997 wurden die archäologischen Stätten von Agrigent von der UNESCO zum Weltkulturerbe erklärt.
Zu den Bauwerken an der Hangkante des Hochplateaus zählen vor allem die Tempel der Hera und des Herakles sowie der bis auf das Dach vollständig erhaltene Concordiatempel. In dem Park liegt auch das Archäologische Museum, das Funde der Vor- und Frühgeschichte und der Antike aus der Gegend von Agrigent zeigt.

## Umgebung
Etwa 4 km südlich der Altstadt liegt am Meer der Ortsteil San Leone, der über mehrere Strände verfügt.
Etwa 2 km westlich der Altstadt, im Ortsteil Villaseta, kann das Geburtshaus von Luigi Pirandello besichtigt werden. Es wurde 1949 vom italienischen Staat zu einem Nationalen Denkmal erklärt. Im Inneren finden sich Möbel, persönliche Gegenstände und Fotos von Pirandello sowie Erstausgaben seiner Bücher.
Etwa 7 km südöstlich der Stadtzentrums, bei der zur Gemeinde Agrigent gehörenden Fraktion Cannatello wurden Reste einer befestigten vorgeschichtlichen Siedlung entdeckt. Sie bestand ab der fortgeschrittenen mittleren bis zur späten sizilianischen Bronzezeit (14. bis 13./12. Jahrhundert v. Chr.) und lag auf einem flachen Hügel, etwa 1,5 Kilometer von der Küste entfernt. Die Siedlung war ein bedeutendes Handelszentrum, wovon Funde fremder Objekte, die u. a. aus Sardinien, Malta, Kreta und Zypern stammen, zeugen. Bei den Ausgrabungen kamen auch Fragmente eines Ochsenhautbarrens zyprischer Herkunft zu Tage. Die Siedlung bestand aus runden und rechtwinkligen Gebäuden, die in drei Phasen unterteilt werden können, während die Befestigungsmauer zwei Phasen aufweist.

## Feste

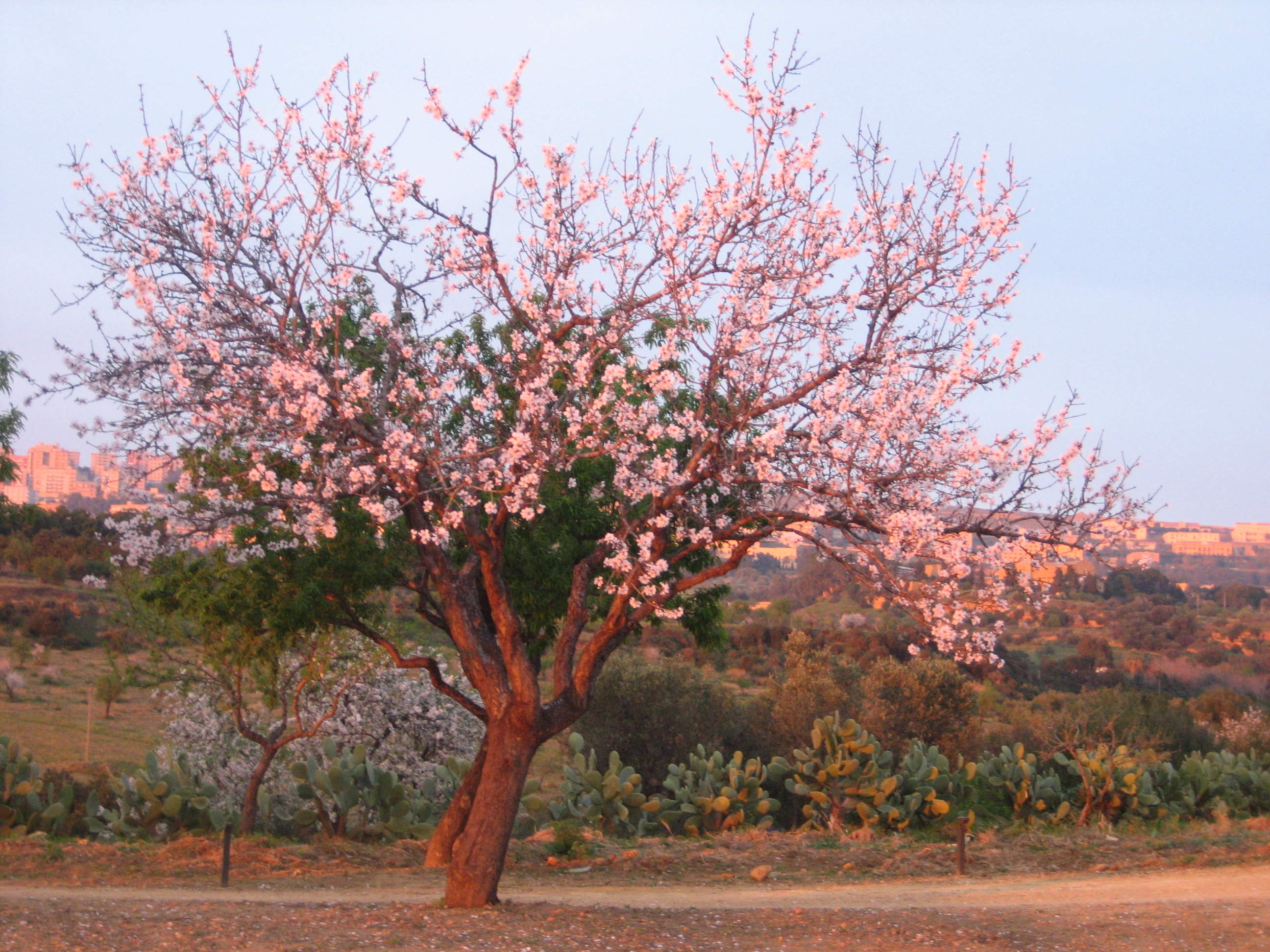
Mandelbaum bei Agrigent

Zwischen dem 1. und 2. Sonntag im Februar findet jedes Jahr das Mandelblütenfest Sagra del Mandorlo statt.
Das Mandelblütenfest entstand 1934 in Naro nach der Idee des Grafen Alfonso Gaetani, um die prachtvolle Blüte zu feiern. Im Jahr 1937 wurde das Fest nach Agrigent in das Tal der Tempel (Valle dei Templi) verlegt und gilt heute als kulturelles Jahresereignis.

## Städtepartnerschaften
- Valenciennes, Frankreich
- Tampa, USA
- Perm, Russland

## Söhne und Töchter der Stadt
- Polos, Philosoph, 5. Jahrhundert v. Chr.
- Empedokles (um 495–435 v. Chr.), Philosoph, Arzt, Politiker, Sühnepriester und Dichter
- Philinos von Akragas, Historiker im 3. Jahrhundert v. Chr.
- Luigi Pirandello (1867–1936), Schriftsteller, Nobelpreisträger für Literatur
- Pietro Ago (1872–1966), General
- Giuseppe La Loggia (1911–1994), Politiker, ehemaliger Präsident Siziliens
- Wally Cassell (1912–2015), amerikanischer Schauspieler italienischer Herkunft
- Tony Cucchiara (1937–2018), Liedautor und Sänger
- Frank Sivero (* 1952), Schauspieler
- Luciano Portolano (* 1960), Generalleutnant des Italienischen Heers
- Gaetano Aronica (* 1963), Schauspieler
- Angelino Alfano (* 1970), Politiker
- Rosa Barba (* 1972), Filmemacherin und Medienkünstlerin

In enger Verbindung zu Agrigent steht Alexander Hardcastle (1872–1933), ein Kapitän der britischen Marine und Amateurarchäologe.

## Sonstiges
Agrigent war Austragungsort der UCI-Straßen-Weltmeisterschaften 1994. Bei dieser Weltmeisterschaft wurde erstmals die Disziplin des Einzelzeitfahrens aufgenommen, in der Chris Boardman vor Andrea Chiurato und Jan Ullrich gewann.